# Wereldbeker schaatsen 2014/2015 - Wereldbeker 3
De Wereldbeker schaatsen 2014/2015 Wereldbeker 3 was de derde wedstrijd van het wereldbekerseizoen 2014/2015 die plaatsvond van 5 tot en met 7 december 2014 in het Sportforum Hohenschönhausen in Berlijn, Duitsland.
Opvallende prestaties waren er voor Nico Ihle en Samuel Schwarz die op de 1000 meter voor de eerste Duitse Doppelsieg bij de mannen in bijna 25 jaar zorgden; en voor Carlijn Achtereekte die op de 3000 meter de B-groep won in een snellere tijd dan Ireen Wüst, de winnares van de A-groep. Verder won de Poolse mannenploeg vier gouden medailles en Heather Richardson vier zilveren medailles.

## Tijdschema
| Datum               | Onderdelen                                                                                         |
| ------------------- | -------------------------------------------------------------------------------------------------- |
| Vrijdag 5 december  | 3000 m vrouwen 1e 500 m vrouwen 1e 500 m mannen ploegenachtervolging mannen                        |
| Zaterdag 6 december | 1000 m vrouwen 1000 m mannen 5000m mannen ploegenachtervolging vrouwen                             |
| Zondag 7 december   | 1500 m vrouwen 1500 m mannen 2e 500 m vrouwen 2e 500 m mannen massastart vrouwen massastart mannen |

## Podia

### Mannen
| Wedstrijd            | Goud                                                    | Tijd              | Zilver                                                | Tijd              | Brons                                                       | Tijd              |
| 1e 500 m             | Artur Waś Polen                                         | 35,01             | Laurent Dubreuil Canada                               | 35,09             | Michel Mulder Nederland                                     | 35,12             |
| 2e 500 m             | Artur Waś Polen                                         | 35,04             | Espen Aarnes Hvammen Noorwegen                        | 35,06             | Laurent Dubreuil Canada                                     | 35,09             |
| 1000 m               | Nico Ihle Duitsland                                     | 1.09,49           | Samuel Schwarz Duitsland                              | 1.09,53           | Hein Otterspeer Nederland                                   | 1.09,56           |
| 1500 m               | Jan Szymański Polen                                     | 1.46,80           | Sverre Lunde Pedersen Noorwegen                       | 1.47,13           | Thomas Krol Nederland                                       | 1.47,14           |
| 5000 m               | Jorrit Bergsma Nederland                                | 6.17,59           | Sverre Lunde Pedersen Noorwegen                       | 6.20,97           | Douwe de Vries Nederland                                    | 6.23,50           |
| Massastart           | Lee Seung-hoon Zuid-Korea                               | 7.42,33 61 punten | Arjan Stroetinga Nederland                            | 7.42,77 40 punten | Bart Swings België                                          | 7.42,88 25 punten |
| Ploegenachtervolging | Polen Zbigniew Bródka Konrad Niedźwiedzki Jan Szymański | 3.45,88           | Zuid-Korea Kim Cheol-min Ko Byung-wook Lee Seung-hoon | 3.46,97           | Nederland Arjan Stroetinga Frank Vreugdenhil Douwe de Vries | 3.47,58           |

### Vrouwen
| Wedstrijd            | Goud                                               | Tijd              | Zilver                                                   | Tijd              | Brons                                       | Tijd              |
| 1e 500 m             | Lee Sang-hwa Zuid-Korea                            | 37,87             | Heather Richardson Verenigde Staten                      | 38,21             | Margot Boer Nederland                       | 38,40             |
| 2e 500 m             | Lee Sang-hwa Zuid-Korea                            | 37,96             | Heather Richardson Verenigde Staten                      | 38,07             | Nao Kodaira Japan                           | 38,11             |
| 1000 m               | Brittany Bowe Verenigde Staten                     | 1.14,81           | Heather Richardson Verenigde Staten                      | 1.15,14           | Li Qishi China                              | 1.15,94           |
| 1500 m               | Ireen Wüst Nederland                               | 1.55,89           | Heather Richardson Verenigde Staten                      | 1.55,91           | Marrit Leenstra Nederland                   | 1.55,93           |
| 3000 m               | Ireen Wüst Nederland                               | 4.01,55           | Marije Joling Nederland                                  | 4.03,34           | Martina Sáblíková Tsjechië                  | 4.05,36           |
| Massastart           | Irene Schouten Nederland                           | 8.32,82 61 punten | Ivanie Blondin Canada                                    | 8.32,94 43 punten | Jun Ye-jin Zuid-Korea                       | 8.33,37 20 punten |
| Ploegenachtervolging | Nederland Marije Joling Marrit Leenstra Ireen Wüst | 2.59,72           | Polen Aleksandra Goss Katarzyna Woźniak Luiza Złotkowska | 3.03,83           | Japan Ayaka Kikuchi Maki Tabata Nana Takagi | 3.04,00           |